# Fiesta Ferrero
Fiesta è una merendina prodotta dalla Ferrero sin dagli anni sessanta.

## Descrizione
La Fiesta è una merendina realizzata con un pan di spagna leggermente imbevuto di liquore aromatizzato con scorze di arancia, e rivestito da uno strato di cacao. La merendina è venduta in porzioni singole (principalmente nei bar), o in confezioni da dieci pezzi. Negli anni Sessanta e nei primi anni Settanta era commercializzata anche una confezione formato famiglia, con una tortina decorata da canditi che poteva essere divisa in più porzioni. Per renderla anche più estetica vengono tracciati dei ghirigori a forma di onde sulla superficie.

### Varianti
Fino alla prima metà degli anni Ottanta fu prodotta la variante della Fiesta al gusto Tutti i Frutti con canditi all'interno. La confezione aveva una striscia gialla, al posto di quella arancione prevista per la Fiesta all'arancia. 
Negli anni novanta fu prodotta anche una variante della Fiesta con mandorle. Precedentemente vi era anche una versione alla ciliegia, fu poi presente anche la variante aromatizzata con scorze di limone (denominata "tuttifrutti"). Nel 2012 viene invece lanciata una variante con ripieno al caffè, quest'ultima versione ha il sapore che ricorda il tiramisù.
Nel 2015 viene lanciata un'altra novità: Fiesta Babarum, il cui sapore ricorda quello del Rum.

## Promozione
Le prime campagne promozionali della merendina risalgono alla prima metà degli anni settanta, quando furono mandati in onda degli spot durante Carosello in cui a reclamizzare il prodotto fu scelto il gruppo musicale dei Ricchi e Poveri. Fra i vari slogan e tormentoni che si sono avvicendati per accompagnare gli spot televisivi della Fiesta si possono ricordare i jingle "Fiesta ti tenta tre volte tanto", "Nutre con piacere" e in anni più recenti "Non ci vedo più dalla fame", che era la frase con cui i vari protagonisti degli spot annunciavano la necessità di fare una pausa, mangiando appunto una Fiesta.

## Produzione
Viene prodotta nello stabilimento di Ferrero di Pozzuolo Martesana.